# Каплиця РКЦ (Колиндяни)
Римо-католицька каплиця в Колиндянах, або каплиця РКЦ у Колиндянах — недіюча культова споруда Римо-католицької церкви в селі Колиндяни Тернопільської области України.

## Історія
Римо-католицьку каплицю в Колиндянах зведено в 1870 році як культову споруду, яка також мала бути усипальницею для представників родини шляхтичів Городиських. Однак є історичні джерела, які свідчать про те, що крім Городиських у крипті поховано також представників шляхетської родини Альбіновських.
Її закрито вже давно, і будівлю не використовує жодна дієцезія. Наразі каплиця закрита для відвідувачів.